# Theodor Dürrigl
Theodor Dürrigl (Name auch slawisiert Teodor Dirigl; * 10. Oktober 1926 in Zagreb, Jugoslawien; † 20. Juli 2022, ebenda) war ein jugoslawischer Rheumatologe.

## Leben
Er studierte 1945 bis 1953 an der medizinischen Fakultät der Universität Zagreb. Dort absolvierte er die Spezialisierung zum Facharzt für Physikalische und Rehabilitative Medizin und promovierte 1964, die Habilitation erfolgte 1965. Von 1956 bis 1966 war er an der Klinik für rheumatologische Erkrankungen in Zagreb als Arzt tätig, danach war er bis 1991 Direktor dieser Klinik. 1969 wurde er außerordentlicher, 1974 ordentlicher Professor für Physikalische und Rehabilitative Medizin an der medizinischen Fakultät der Universität Zagreb; 1992 ging er in den Ruhestand.
Seit 1986 war er assoziiertes Mitglied der Jugoslawischen Akademie der Wissenschaften und Künste. Seit 1980 war er Ehrenmitglied der Deutschen Gesellschaft für Rheumatologie.

## Werke (Auswahl)

### Bücher
- Liječenje reumatoidnog artritisa solima zlata (Die Behandlung der Rheumatoiden Arthritis mit Goldsalzen), 1976
- (mit Vera Vitulić): Reumatologija (Rheumatologie), 1982
- Usporedba djelotvornosti voltaren retard 100 i voltaren forte tableta (Vergleich der Wirksamkeit der Tabletten Voltaren retard 100 und Voltaren Forte), 1987

### Aufsätze
- (mit V. Zergollern): Praktische Bedeutung der Untersuchung der Synovialflüssigkeit. In: Deutsche Medizinische Wochenschrift, Jg. 97.1972, S. 477–481
- (mit M. Vitaus, I. Pucar, M. Miko): Diclofenac sodium (Voltaren): results of a multi-centre comparative trial in adult-onset rheumatoid arthritis. In: The Journal of International Medical Research, Jg. 3.1975, S. 139–144, PMID 162669